# Dorndorf (Laucha)
Dorndorf is een plaats en voormalige gemeente in de Duitse gemeente Laucha an der Unstrut, deelstaat Saksen-Anhalt.